# Percnia foraria
Percnia foraria là một loài bướm đêm trong họ Geometridae.